# 그럽허브

그럽허브의 로고

그럽허브(Grubhub)는 미국 일리노이주 시카고에 기반을 둔 미국의 온라인 및 모바일 음식 배달 플랫폼이다.
2021년부터 있어온 네덜란드 기업 저스트 잇 테이크어웨이의 자회사로서 2004년 설립되었다. 그럽허브는 반독점 가격 조작, 허가 없는 식당 나열, 노동자의 잘못된 분류 등을 이유로 비난을 받아왔다.
그럽허브 심리스는 2014년 4월 상장되어 뉴욕 증권거래소(NYSE)의 티커 심볼 GRUB으로 등재되었다.
2019년 기준으로, 활동 사용자 수는 19,900,000명이며 연계된 식당 수는 미국 50개주 전역 3,200개 도시에서 115,000곳에 달한다.